# Михалин (Брестская область)
Михали́н (бел. Міхалін) — деревня в Брестском районе Брестской области Белоруссии, в 10 км от железнодорожной станции Закрутин и в 28 км к юго-востоку от Бреста. Входит в состав Радваничского сельсовета.

## История
В XIX веке деревня — центр имения в Брестском уезде Гродненской губернии, состоявшего из деревни и фольварка. В 1833 году — владение М. Абремской.
В 1876 году — 51 двор.
В 1905 году — деревня Радваничской волости Брестского уезда.
После Рижского мирного договора 1921 года — в составе Брестского повята Полесского воеводства Польши, 31 двор.
С 1939 года — в составе БССР. В 1940 году — 70 дворов.

## Достопримечательности
- Могила жертв фашизма (1942 год) —  Историко-культурная ценность Республики Беларусь, шифр 113Д000100